# قاضی‌دره
قاضی‌دره (ترکی آذربایجانی: Qazıdərə) یک منطقهٔ مسکونی در جمهوری آرتساخ است که در استان کاشاتاق واقع شده‌است.